# پائولو مارکوس دی جسوس ریبریو
پائولو مارکوس دی جسوس ریبریو (به پرتغالی: Paulo Marcos de Jesus Ribeiro) مدافع اهل برزیل است که در شهر سالوادور و در تاریخ ۲۵ فوریهٔ ۱۹۸۶ به دنیا آمده‌است.
پائولو مارکوس دی جسوس ریبریو در تیم‌های فوتبال Itapirense سابقهٔ حضور دارد.